# Daniel Lurie
Pour les articles homonymes, voir Lurie.
Daniel Lurie, né le 4 août 1977 à San Francisco (Californie), est un homme politique américain, membre du Parti démocrate, milliardaire, philanthrope et maire de San Francisco depuis le 8 janvier 2025.

## Biographie

### Jeunesse
Daniel Lurie est inscrit à l'école primaire Town School for Boys (en).

### Carrière
Daniel Lurie est un milliardaire, héritier de la marque de vêtement Levi Strauss & Co..

## Carrière politique

### Élection municipale
En 2024, Daniel Lurie s'inscrit dans la course à la mairie de San Francisco, il dépense 8,6 millions de dollars dans sa campagne, ce qui fait de cette course à la mairie la plus coûteuse de l'histoire de la ville. Sa campagne se concentre sur la criminalité en proposant de donner plus de moyens à la police, et sur la drogue et les sans-abris en préconisant de construire davantage d'installations sanitaires ; dans le domaine économique Lurie souhaite par ailleurs réduire la bureaucratie et renouveler les espaces commerciaux vides en domaines artistiques.
En novembre, il est élu maire de la ville, battant la maire sortante London Breed en obtenant 26,33 % des voix au premier tour, et 55,02 % au dernier.
Les médias expliquent la victoire de Daniel Lurie, pourtant un outsider politique, par les conséquences de la pandémie de Covid, les vols récurrents dans la ville, les problèmes de drogue (notamment de fentanyl) et le problème stagnant des sans-abris qui dégradent la confiance des Franciscanais envers les politiciens de la ville, les politiques de la ville ayant des résultats jugés trop modérés selon les citoyens,,.

### Politique municipale
En réponse à la crise du fentanyl, en février 2025 le Conseil des superviseurs de San Francisco vote à 10 contre 1 pour donner plus de pouvoir et de flexibilité au nouveau maire pour mieux lutter contre cette crise en lui permettant de signer davantage de contrats et de faire plus facilement appel à des agents privés.